# & (singolo)
& è il ventinovesimo singolo della cantante giapponese Ayumi Hamasaki ed il suo sedicesimo numero uno. È stato pubblicato il 9 luglio 2003, e si tratta di un triplo lato A, ed è un triplo lato A. Il singolo ha venduto circa 600 000 copie.

## Tracce
CD singolo
1. Ourselves (Ayumi Hamasaki, Bounceback)
2. Greatful days (Ayumi Hamasaki, Bounceback)
3. Hanabi: Episode II (Ayumi Hamasaki, D・A・I)
4. Theme of A-Nation '03 (Ayumi Hamasaki, D・A・I)
5. Ourselves (Instrumental) – 4:33
6. Greatful days (Instrumental) – 4:39
7. Hanabi: Episode II (Instrumental) – 4:54

## Classifiche
| Classifica (2003)           | Posizione più alta |
| --------------------------- | ------------------ |
| Oricon Weekly Singles Chart | 1                  |